# Torbjørn Sindballe
Torbjørn Sindballe (21 oktober 1976) is een Deense triatleet. Hij werd tweemaal wereldkampioen triatlon op de lange afstand en tweemaal Europees kampioen triatlon op de lange afstand. Ook eindigde hij bij verschillende Ironman wedstrijden op het podium.
Hij doet triatlons sinds zij 15e in 1991. Vanaf 1999 doet hij mee op elite niveau. Zijn specialiteit is het fietsen. 
Op 30 juni 2009 maakte hij bekend te stoppen met triatlons, wegens een falende hartklep.

## Titels
- Wereldkampioen lange afstand - 2004, 2006
- Europees kampioen lange afstand - 2003, 2006

## Belangrijke prestaties

### triatlon
- 1998: 17e WK lange afstand op Sado - 6:09.42
- 1999:  WK lange afstand in Säter - 5:48.27
- 2000: 10e WK lange afstand in Nice - 6:34.23
- 2001: 5e WK lange afstand in Fredericia - 8:30.35
- 2002:  WK lange afstand in Nice - 6:22.05
- 2002:  Ironman 70.3 California - 3:47.08
- 2003:  EK lange afstand in Fredericia - 5:43.48
- 2003:  Ironman Wisconsin - 9:00.56
- 2003:  Ironman 70.3 California - 4:02.31
- 2003: 6e WK lange afstand op Ibiza - 5:43.22
- 2004:  WK lange afstand in Säter - 5:46.14
- 2004: 6e Ironman Hawaï - 8:58.45
- 2005:  Ironman 70.3 California - 3:59.58
- 2005: 69e Ironman Hawaï - 9:08.38
- 2006:  WK + EK lange afstand in Canberra - 5:59.13
- 2006: 10e Ironman Austria - 8:37.29
- 2007:  Ironman New Zealand - 8:34.47
- 2007: 4e WK lange afstand in Lorient - 3:37.09
- 2007:  Ironman Hawaï - 8:21.30
- 2008: 57e Ironman Hawaï - 9:14.43
- 2008:  Ironman Florida - 8:17.51